# Tauchiridea
Tauchiridea is een geslacht van rechtvleugeligen uit de familie veldsprinkhanen (Acrididae). De wetenschappelijke naam van dit geslacht is voor het eerst geldig gepubliceerd in 1918 door Bolívar.

## Soorten
Het geslacht Tauchiridea omvat de volgende soorten:
- Tauchiridea adusta Bolívar, 1918
- Tauchiridea pykai Willemse, 1967